# Rutland, Ohio
Rutland là một làng thuộc quận Meigs, tiểu bang Ohio, Hoa Kỳ. Năm 2010, dân số của làng này là 393 người.

## Dân số
- Dân số năm 2000: 401 người.
- Dân số năm 2010: 393 người.